# Fuerte de Curuzú

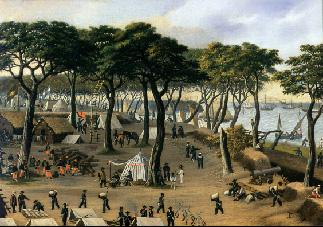
Vista N/S del interior del Fuerte de Curuzú, el 20 de septiembre de 1866. Cándido López, óleo sobre tela, 0,485 m. x 0,152 m, Museo Nacional de Bellas Artes, Buenos Aires. Argentina.

El Fuerte de Curuzú se localizaba en la margen izquierda del río Paraguay, en territorio del Paraguay, 2 km al sur del Fuerte de Curupayty.
En el contexto de la Guerra de la Triple Alianza, de la misma forma que el Fuerte de Curupayty, se constituía en una defensa avanzada de la Fortaleza de Humaitá. Este complejo defensivo paraguayo controlaba el acceso por vía fluvial a la capital, Asunción. 
Fue conquistado el 2 de septiembre de 1866 (Batalla de Curuzú) por las fuerzas del 2.º Cuerpo del Ejército brasileño, bajo el mando del general Guilherme Xavier de Sousa, transportadas por la Escuadra Imperial brasileña, en colaboración de fuerzas aliadas de la Argentina y el Uruguay. el combate se decidió con una maniobra conjunta entre la armada y el ejército aliado que gracias a un canal menor del río, oculto en el chaco pudo desembarcar tropas en la retaguardia paraguaya, cuasando algo único en toda la guerra, un desbande de las tropas guaraníes. Durante la batalla de Curuzú, fue hundido el encorazado brasileño Río de Janeiro y otros buques de la armada imperial resultaron con numerosas averías. Brasil tuvo 800 bajas, en tanto que las bajas paraguayas alcanzaron 700 muertos, 1.700 heridos y 30 prisioneros. 
Después de la caída de Curuzú, Curupayty se volvió el próximo objetivo de las fuerzas aliadas. pero aquí hubo un error táctico de los aliados, si al tomar Curuzu ya hubiesen avanzado sobre Curupayty que no era muy distante, iban a poder tomarlo fácilmente pues no había más de 50 soldados parguayos destacados ahí en ese momento, con la toma de dicho punto se hubiera dado un duro golpe al conjunto defensivo de Humaita.
A semejanza del Fuerte de Curupayty, esta estructura se componía de un foso defensivo y de muros levantados con la tierra retirada y apilada, a lo largo del cual se encontraban dispuestas la artillería y la línea de tiradores.
Actualmente en Curuzu pueden verse los restos de la caldera del Buque Hospital "Eponina" dicho buque mercante de bandera argentina fue fletado por la Armada Imperial Brasilera para usarlo como Hospital, llegó a Curuzu después del combate cuando acampaban ahí los Ejércitos de los Aliados, al poco tiempo dicho buque se incendió supuestamente por causa de una vela, llevándose la vida 400 pacientes, al secarse el canal donde estaba, los restos de la caldera quedaron en medio del bosque, por mucho tiempo se pensó que eran los restos del Encorazado Brasileño "Río de Janeiro", pero una investigación de la Asociación Cultural Manduara con la ayuda del Historiador naval el Cap.Jaime E. Grau quien facilitó sus conocimientos además de documentos y cartografía de la época, permitió dar a conocer públicamente que dichos restos corresponden al navío Hospital y no al buque de guerra.